# 沙明
沙明（1935年5月—2013年9月29日），男，新疆伊宁人，中华人民共和国政治人物，曾任新疆维吾尔自治区广播电影电视厅厅长，新疆维吾尔自治区政协副主席。